# Single track road
Een single track road (letterlijk: enkelsporige weg) is een weg die breed genoeg is voor slechts één motorvoertuig. Dit wegtype is in Groot-Brittannië wijdverbreid. Single track roads zijn doorgaans voorzien van passeerplaatsen (Engels: passing places) op een regelmatige onderlinge afstand, die het mogelijk maken tegemoetkomende voertuigen elkaar te laten voorbijrijden.

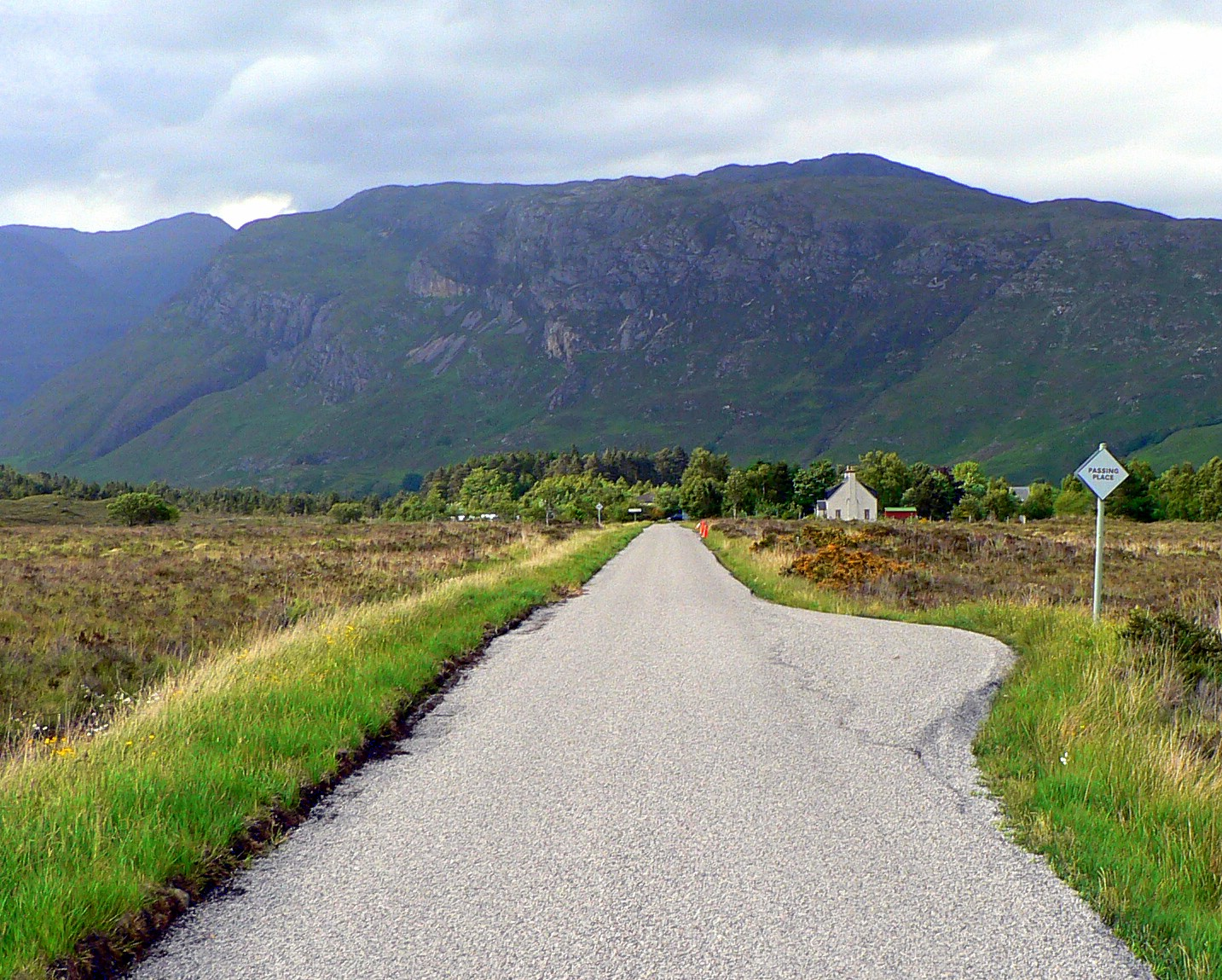
Single track road met passeerhaven op de A896 nabij Kinlochewe in Schotland

## Situatie in Schotland
Het begrip single track roads wordt in Schotland, vooral in de Schotse Hooglanden, gebruikt om dit wegtype te beschrijven. De passeerhavens worden meestal aangeduid met een ruitvormig of vierkant wit schild met de tekst ´passing place´. In sommige regio´s worden deze passeerhavens ook aangekondigd middels palen met zwart-witte strepen erop. Parkeren in de passeerhavens is verboden.

Verkeersbord 821 uit de UK Highway Code; aankondiging van een single track road

Ter plaatse van de passeerhavens dienen automobilisten snellere voertuigen te laten inhalen. Tegemoetkomende voertuigen kunnen hun snelheid zodanig aanpassen dat zij gelijktijdig de passeerhavens bereiken, waardoor de beide voertuigen elkaar voorbij kunnen rijden zonder tot stilstand te hoeven komen. Het is gebruikelijk dat passerende automobilisten elkaar begroeten door te zwaaien, of wanneer het donker is door het geven van een lichtsignaal.
Voor single track roads geldt normaliter de algemene maximumsnelheid voor plattelandswegen in het Verenigd Koninkrijk van 60 mijl per uur (97 kilometer per uur). Vanwege de smalte van dit wegtype wordt er echter vaak met aangepaste snelheid gereden.